# Landgoed Clingendael
Clingendael ist ein Landgut aus dem 17. Jahrhundert, es liegt in der holländischen Gemeinde Wassenaar an der Grenze zu Den Haag. Seit 1982 ist Clingendael Sitz des Clingendael Institute (the Netherlands Institute of International Relations). Das Anwesen ist Eigentum der Gemeinde Den Haag.

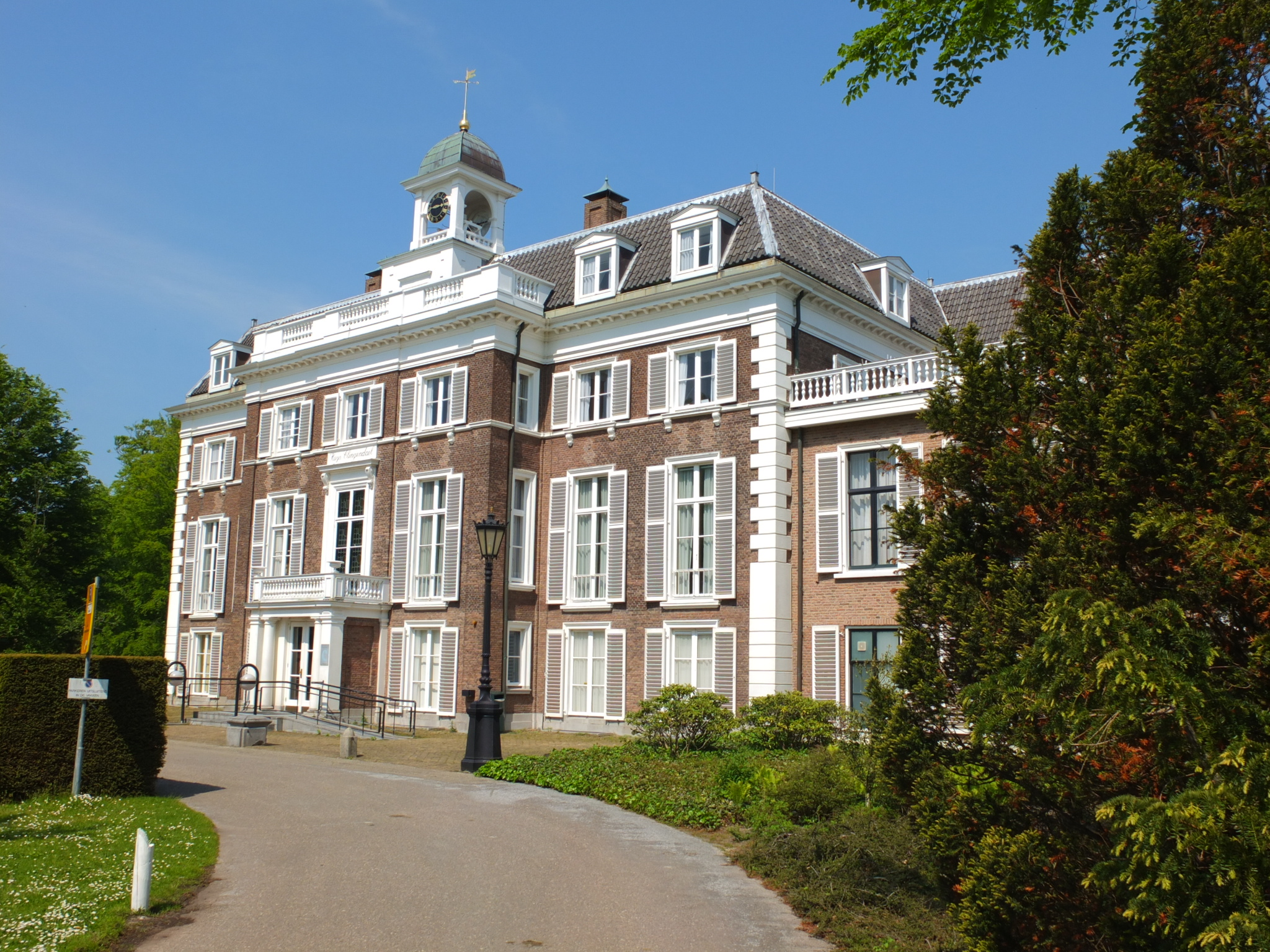
Huys Clingendael, Urheber G.Lanting

## Geschichte
Im 16. Jahrhundert stand auf dem Grund des heutigen Landguts Clingendael nur ein Bauernhof. Das Gebiet hieß Clinge (Tal zwischen den Dünen). 1591 kaufte Philips Doubleth die Ländereien. Sein Enkel Philips Doubleth III (1633–1707) riss den Hof ab, baute an der Stelle ein Landhaus und nannte es 'Clingendael'. Er ließ sich von der französischen klassizistischen Gartenarchitektur des zwischen 1670 und 1680 berühmt gewordenen Le Nôtre-Stils inspirieren und legte nach eigenem Entwurf einen Garten im Barockstil an, mit vielen Buchsbaumhecken und symmetrischen Elementen. Das Haus wurde zum Zentrum von Kunst und Kultur. Philips Doubleths Mutter Geertruid und sein Onkel und Schwiegervater Constantijn Huygens spielten dabei eine wichtige Rolle.
1804 kam Clingendael in die Hände von W.J. Baron van Brienen van de Groote Lindt. 1839 kaufte sein Sohn Arnoud das angrenzende Anwesen Oosterbeek, das nur durch einen gewundenen Kanal von Clingendael getrennt ist. Er beauftragte Jan David Zocher mit der Landschaftsgestaltung beider Ländereien, die zeitgemäß angelegt werden sollten. Die Urenkelin von Arnoud van Brienen, Marguérite Baroness van Brienen, genannt Freule (Freiin) Daisy (Den Haag 1871 - 1939), lebte bis zu ihrem Tod auf Clingendael. Durch ihre guten Kontakte in den Niederlanden und in England wurde Clingendael (wieder) international bekannt. Nach einem Japanaufenthalt im Jahr 1911 ließ sie auf dem Anwesen einen japanischen Garten in einem Teil des Jagdstern-Gebiets anlegen und nach 1915 nach eigenem Entwurf den altniederländischen Garten, der anfangs 'Dutch Garden' genannt wurde. Freule Daisy wohnte regelmäßig im Gästehaus, um Heizkosten zu sparen, aber auch, um das Haupthaus temporär an Diplomaten zu vermieten. 1914 wurde das Gebäude renoviert und 1915 ausgebaut.

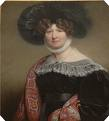
Freule Daisy van Brienen

### Kriegsjahre
Im Zweiten Weltkrieg wohnte Reichskommissar Arthur Seyß-Inquart auf Clingendael. Zusätzlich zu den Luftschutzkellern ließ er einen als Bauernhof getarnten Bunker an der Grenze zu Oosterbeek sowie mehrere Bunker auf dem benachbarten Anwesen bauen.
Am 14. März 1942 wurden u. a. der Widerstandskämpfer Pim Boellaard, der im Oranjehotel gevangen genommen war, von Seyß-Inquart und Heinrich Himmler auf dem Gelände befragt. Auf einem ehemaligen Kutschenhaus gegenüber dem Haupthaus wurde zum Andenken daran eine Gedenktafel angebracht.
1943 wurde Clingendael Teil des Atlantikwalls, dafür wurde jedoch ein freies Schussfeld benötigt. Es wurden Bäume gefällt, Bunker gebaut und Häuser abgerissen. Auch der Den Haager Zoo wurde dafür geopfert. Clingendael durfte stehenbleiben und wurde zu einer Festung ausgebaut.

### Nach dem Krieg
Nach dem Krieg wohnten die Erben von Marguérite van Brienen in dem Haus. 1954 wurde Clingendael an die Gemeinde Den Haag verkauft und nach 1979 von Grund auf renoviert. Seit 1983 ist dort das Clingendael Institute (the Netherlands Institute of International Relations) untergebracht.

### Verkauf des Landguts
2004 zog die Gemeinde in Erwägung, auf dem Grundstück die neue Botschaft der Vereinigten Staaten von Amerika zu errichten, was auf großen Protest der Anwohner stieß. Ende 2006 einigte man sich über den endgültigen Standort der Botschaft: Sie wurde angrenzend an das Landgut und unweit des Huis ten Bosch gebaut.
Dieses Gebiet gehört nun zur Gemeinde Wassenaar, die das Grundstück 2010 der Gemeinde Den Haag abkaufte. 2018 verließ die Botschaft die Innenstadt von Den Haag, weil die Sicherheitsmaßnahmen dort zu viele Probleme verursachten. Der Umzug auf das Grundstück neben dem Landgut Clingendael stieß aufgrund seiner Lage inmitten eines gefährdeten Naturschutzgebiets bei Anwohnern und Umweltschutzgruppen auf großen Widerstand. 2013 wurde jedoch planmäßig mit dem Bau der Botschaft begonnen, die 2018 offiziell eröffnet wurde.

## Die Nebengebäude

### Das Kutschenhaus
Gegenüber dem Haupthaus steht ein altes Kutschenhaus. Es ist teils bewohnt und dient teils Kunstschaffenden als Atelierraum.

### Gärtnerhäuser
Am Eingang des Parks stehen zwei kleine, rietgedeckte Häuser, deren Fensterläden in den Farben des Familienwappens (rot und weiß) bemalt sind. Links von der Einfahrt stehen die Häuser für das Personal. An der Van Alkemadelaan stehen noch zwei „norwegische“ Holzhäuser aus dem Jahr 1931.

### Gästehaus
Vor dem Zweiten Weltkrieg lag das Gästehaus näher am Haupthaus. Im Krieg ließ Seyß-Inquart es verlegen. Nach dem Krieg wurde daraus eine Teestube.

### Der Eiskeller
Landgüter hatten oft einen Eiskeller. Im Winter wurden Eisblöcke aus dem Kanal herausgeschlagen und in einem Eiskeller im Wald gelagert. Der Keller wurde mit Sägemehl ausgelegt, damit die Eisblöcke nicht aneinander festfrieren konnten. Der Eiskeller befand sich in der Nähe des altniederländischen Gartens.

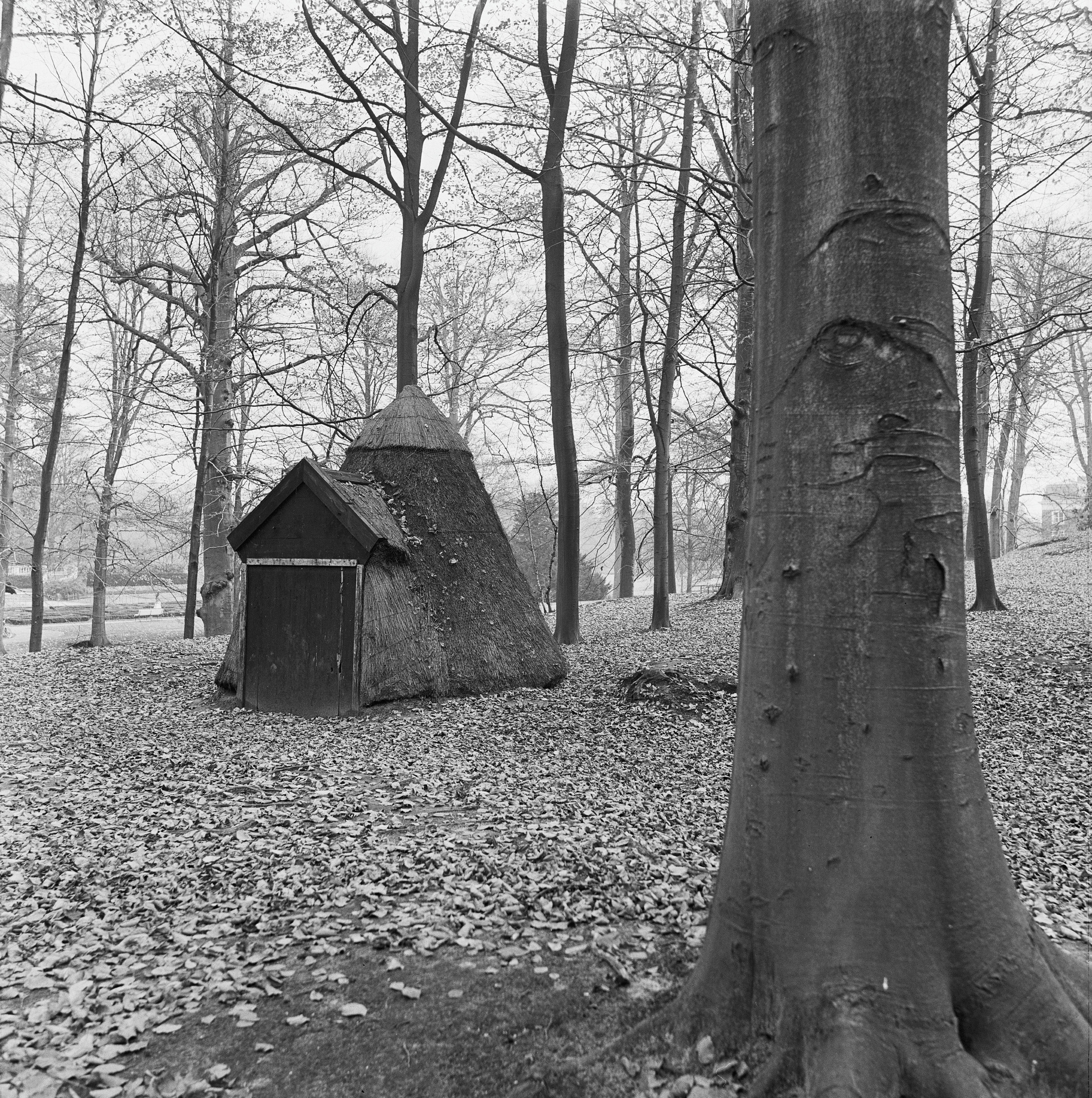
Eiskeller von Clingendael, Urheber Gerard Dukker

## Der Garten
Baron van Brienen ließ den Garten von Jan David Zocher im englischen Landschaftsstil anpassen. Nach Zocher kümmerten sich die Landschaftsgärtner Springer und Petzold um den Garten.

### Japanischer Garten
Der berühmteste Teil der Gartenanlage ist zweifellos der japanische Garten. Er ist nur acht Wochen im Jahr der Öffentlichkeit zugänglich, 6 Wochen im Frühjahr (vom letzten Aprilwochenende bis Anfang Juni) und 2 Wochen im Herbst (die letzten zwei Oktoberwochen), da er bereits sehr alt ist und nicht zu stark zu belastet werden sollte. Freule Daisys Interesse für japanische Gärten ist sehr wahrscheinlich auf ihre intensiven Kontakte nach England zurückzuführen, japanische Gärten waren dort damals sehr populär. 1911 reiste Freule Daisy nach Japan und ließ von dort Steinlaternen in vielen verschiedenen Formen, einen Wasserbrunnen in Form einer Lotusblüte und einen weiteren mit 4 Buddha-Abbildungen nach Clingendael verschiffen, um dort einen japanischen Garten anzulegen. 1913 wurde der Garten fertiggestellt. Mit einer Fläche von 6800 m² ist er der größte japanische Garten in den Niederlanden. Der Garten ist seit 2001 ein Nationaldenkmal. 2020 und 2021 war der Garten aufgrund der Corona-Pandemie ganz geschlossen.
Im April 2013 wurde das 100-jährige Jubiläum des Gartens mit einem japanischen Fest gefeiert.

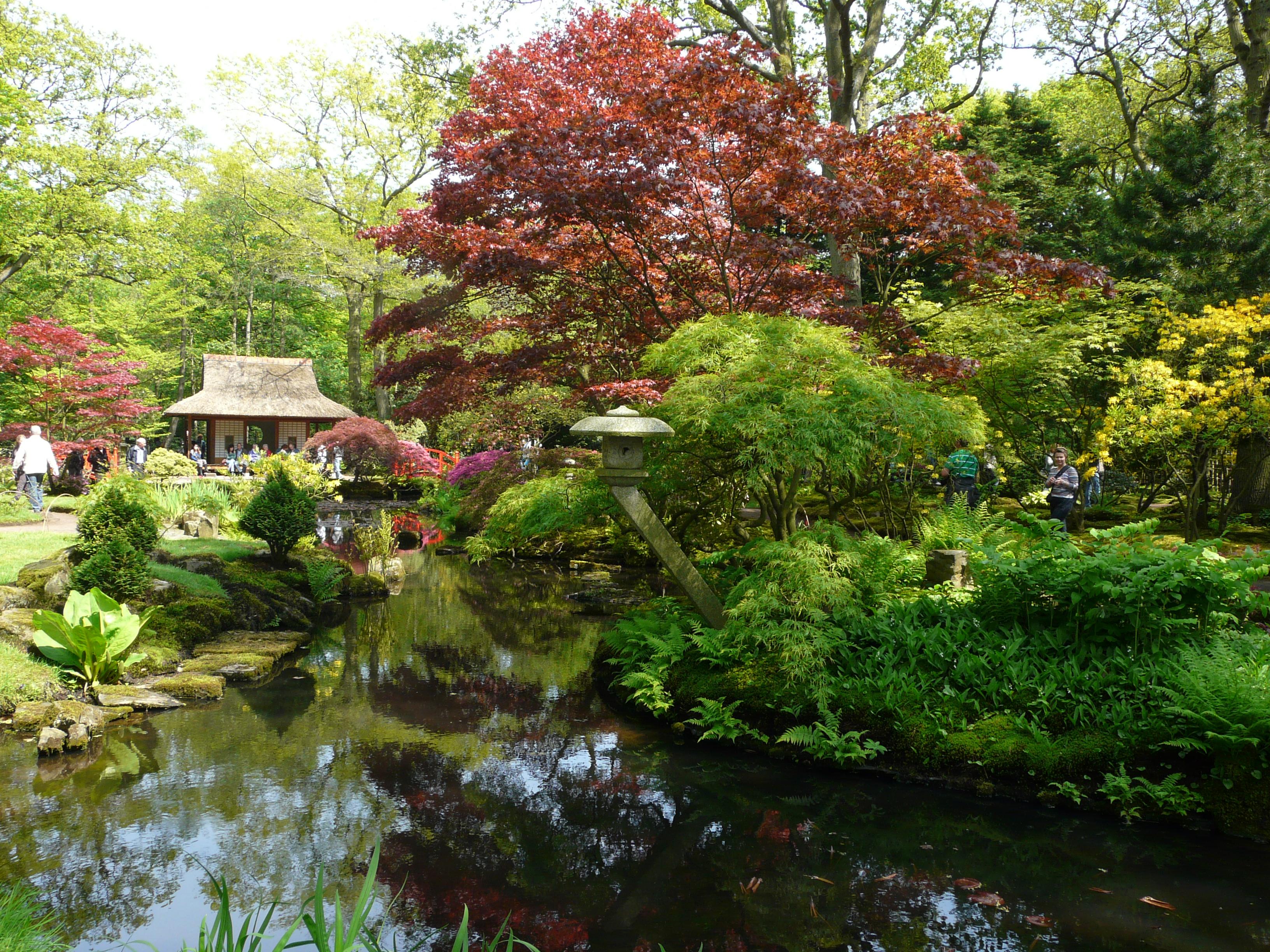
Japanischer Garten, Urheber G.Lanting

### Jagdstern
Auch der dichtbewachsene Jagdstern stammt aus der Zeit von Freule Daisy. Die Bepflanzung besteht aus Azaleen und Rhododendren.

### Geschlängelte Mauer
Die geschlängelte Mauer (Obstmauer) wurde 1730 errichtet und ist 20 m lang. Ihre Nischen sollten Obstbäumen wie Aprikosen-, Birnen-, Pfirsich- und Pflaumenbäumen und deren Früchten Schutz bieten. 2014 wurde sie restauriert und neu mit Obstbäumen bepflanzt. Sie wird oft fälschlicherweise als Serpentinenmauer bezeichnet, deren Konstruktion jedoch etwas anders ist: Sie muss nicht gestützt werden und die Mauer ist nur einen Ziegel dick.

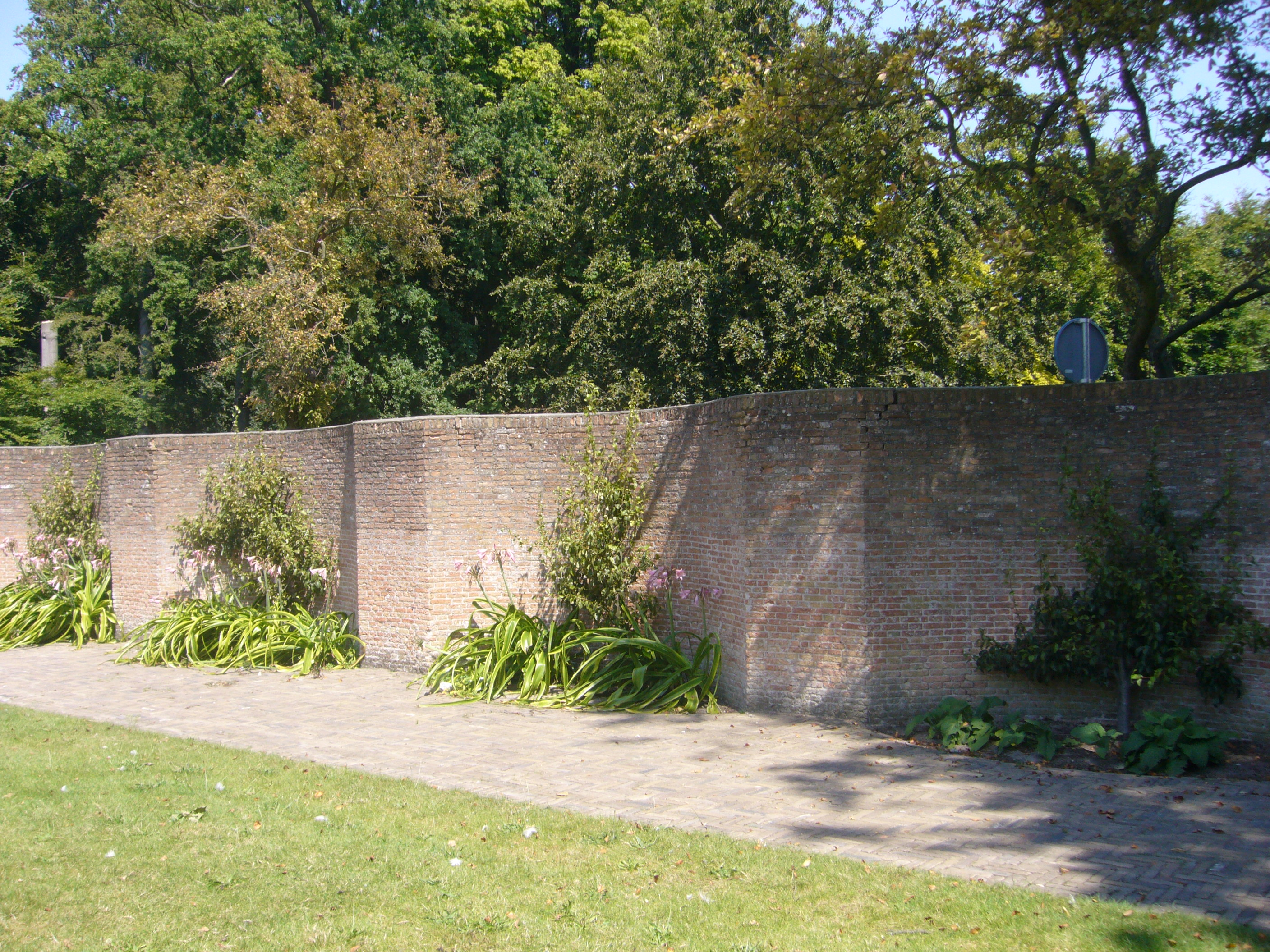
Geschlängelte Mauer, Urheber Pvt pauline

### Altniederländischer Garten
Die Steintreppe wurde im französischen Stil von Springer (1887) angelegt Zusammen mit Buchsbaumhecken und Blumenbeeten rundet sie den Garten ab. In der Mitte stand die Bronzestatue des ‚Tanzenden Mädchens‘ von dem Künstlerpaar Jean und Marianne Bremers, das 2009 gestohlen wurde.

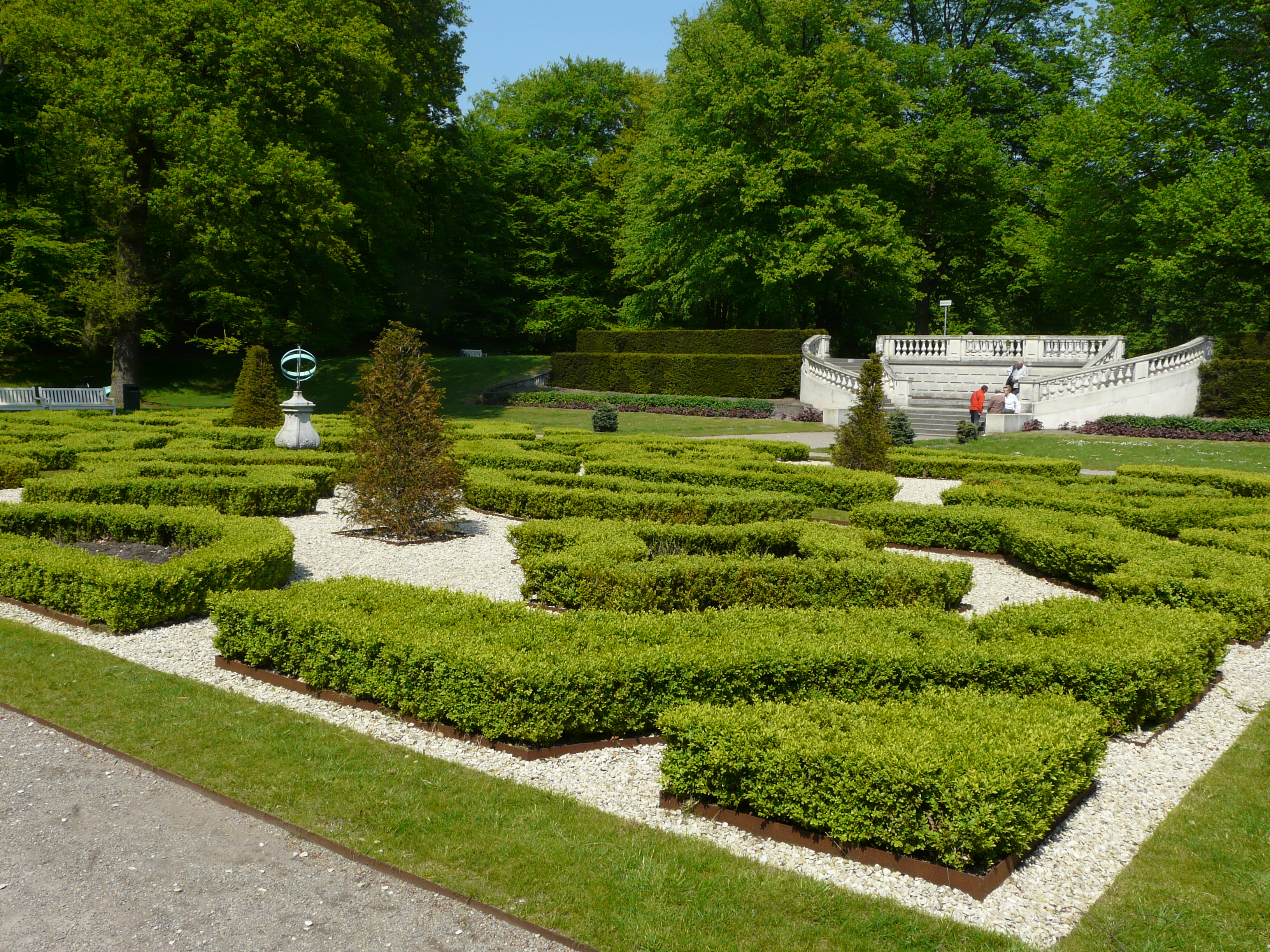
Holländischer Garten, Urheber G. Lanting

### Hundefriedhof
Freule Daisy hatte ihr ganzes Leben über immer Hunde gehalten. Sie ließ sie unter einer Linde begraben, einem solitären Baum im Garten, der vom Haus gut zu sehen ist. Die 14 Grabsteine standen damals aufrecht, aber Seyß-Inquart ließ sie flach auf den Boden legen. Das geschah vermutlich aus Angst, dass sich niederländische Scharfschützen hinter ihnen hätten verschanzen können; es gab aber auch Gerüchte, dass Seyß-Inquarts Frau sich an dem markanten Anblick der aufrecht stehenden Grabsteinen gestört hat.

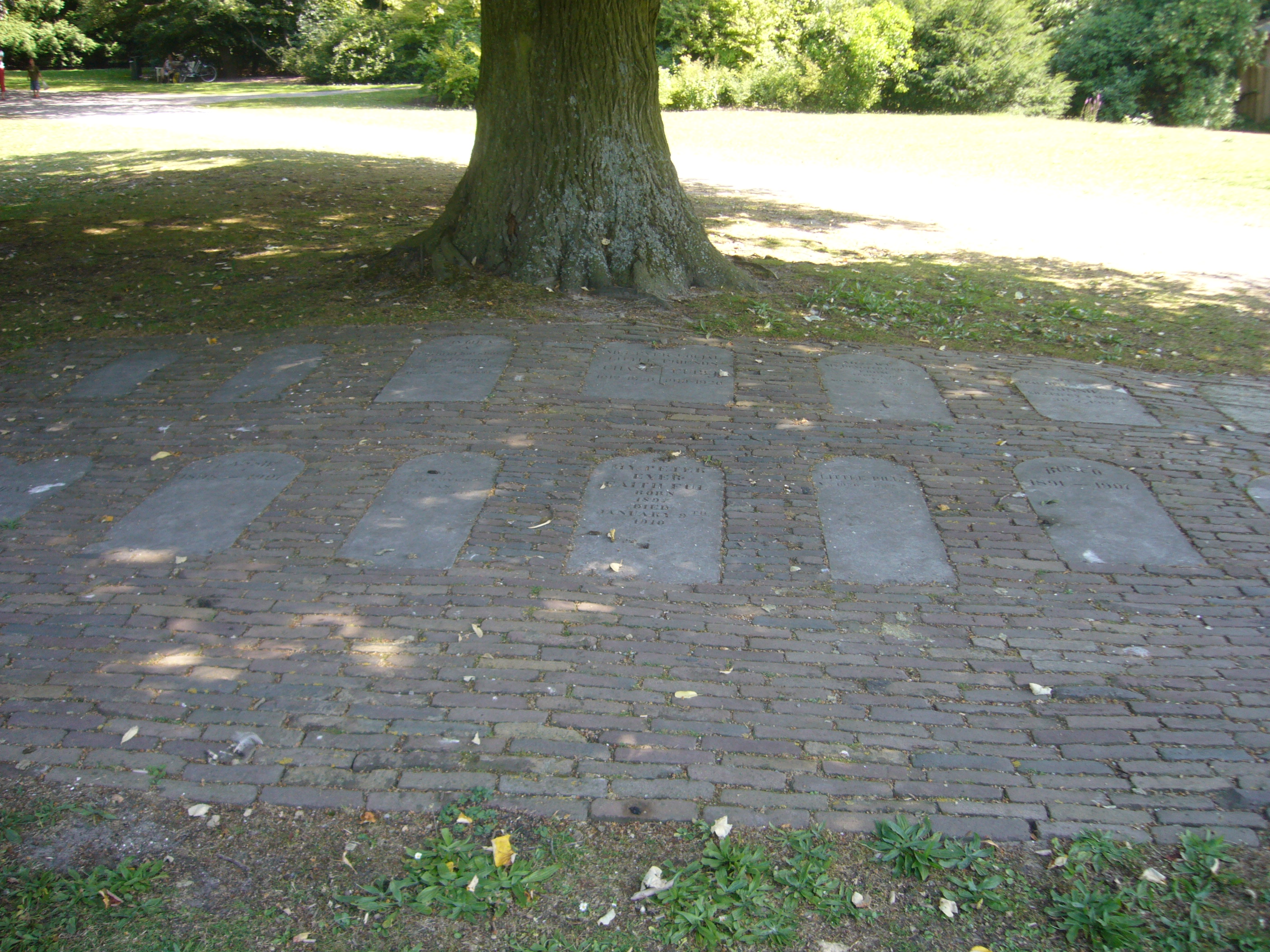
Hundefriedhof, Urheber Pvt pauline